# Karel Poborský
Karel Poborskýⓘ (Jindřichův Hradec, 30 maart 1972) is een Tsjechisch voormalig voetballer. De offensieve middenvelder stond bekend om zijn techniek, speelde voor verschillende Europese topclubs en speelde 118 interlands voor het Tsjechisch nationaal elftal: het absolute record anno 2022 staat op naam van Petr Čech met 124, daarna volgt Poborský. Hij concentreerde zich na zijn loopbaan op zijn laatste club als speler, České Budějovice. Daar was hij eerst middenvelder en nadien directeur en president.

## Clubcarrière
Poborský begon als profvoetballer bij Dynamo České Budějovice in 1991/92. Via Viktoria Žižkov (1994/95) en Slavia Praha (1995/96), vertrok hij na het Europees kampioenschap voetbal mannen van 1996 naar Manchester United. Na twee jaar bij de Engelse club tekende Poborský bij Benfica. In 2000 werd hij gecontracteerd door Lazio Roma.
Op de slotspeeldag van de Serie A van het seizoen 2001/02, scoorde Poborský tweemaal voor Lazio tegen Internazionale in een wedstrijd die in 4-2 voor de Romeinen eindigde. Opmerkelijk was echter dat de aanhang van Lazio elke aanval en goal van de thuisploeg begroeten met gefluit. Reden was dat stadgenoot en aartsrivaal AS Roma nog landskampioen kon worden als Inter verloor. De fans van Lazio vonden verliezen daarom minder erg dan een titel voor Roma. Uiteindelijk werd Juventus kampioen, maar Poborský was zeer ontstemd over het gedrag van de Lazio-aanhang: tweemaal scoren en dan nog uitgefloten worden!
In de zomer van 2002 vertrok hij dan ook bij Lazio om terug te keren naar Tsjechië. Hier ging Poborský voor Sparta Praag spelen. In september 2005 vertrok Poborský voor drie maanden op huurbasis voor tweedeklasser Dynamo České Budějovice. Aanleiding voor de verhuur was een conflict tussen Poborský en de clubleiding van Sparta. In het seizoen 2006-2007 speelde Poborský met České Budějovice weer in de hoogste divisie en gaf hij aan bezig te zijn aan zijn laatste seizoen als profvoetballer.

## Interlandcarrière
Poborský debuteerde op 23 februari 1994 in de vriendschappelijke wedstrijd in en tegen Turkije, de eerste interland van Tsjechië als onafhankelijk land na de splitsing van Tsjechoslowakije. Hij speelde met het nationale team op Euro 1996, Euro 2000 en Euro 2004 en op het WK 2006 in Duitsland. Op het EK '96 haalde Tsjechië na een sterk toernooi de finale, waarin Duitsland na verlengingen te sterk was. Poborský maakte op Euro 1996 een beroemd doelpunt tegen Portugal, in de kwartfinale. Na het WK 2006 stopte Poborský als international om zich volledig op zijn club České Budějovice te kunnen richten.
Op 18 augustus 2004 behaalde Poborský tegen Griekenland als eerste Tsjech de honderd interlands. Hij was jarenlang record-international van zijn vaderland met 118 caps waarin hij acht keer scoorde, totdat hij op 27 mei 2016 werd gepasseerd door doelman Petr Čech.